# Хоменко, Александр Григорьевич (председатель)
Александр Григорьевич Хоменко — советский хозяйственный, государственный и политический деятель.

## Биография
Родился 17 ноября 1931 года (официально в документах указан 1932 год) в селе Кок-Бель. Член КПСС с 1958 года.
Образование среднее специальное (окончил Ошский сельскохозяйственный техникум).
- В 1952—1960 гг. — участковый агроном, агроном в колхозе «Коммунизм» Араванского района.[1]
- В 1960—1990 гг. — председатель правления колхозе «Коммунизм» Араванского района Ошской области Киргизской ССР.[1]
- В 1990—1995 гг. — помощник губернатора Ошской области.[2]

Под руководством А.Г. Хоменко колхоз "Коммунизм" из отстающих стал одним из самых передовых в Киргизской ССР, побеждал в соцсоревнованиях.
Избирался депутатом Верховного Совета Киргизской ССР 8-го и 9-го созывов, народным депутатом Киргизии (1990—1995).
C 1995 гг. — пенсионер, проживал в Оренбурге.
Награжден Орденом Ленина, Орденом Октябрьской Социалистической Революции, дважды - Орденом Трудового Красного Знамени, Орденом Дружбы народов, памятными медалями и знаками.
Был женат, имел сына и двух дочерей.